# Dreifaltigkeitskirche (Schmiedeberg)

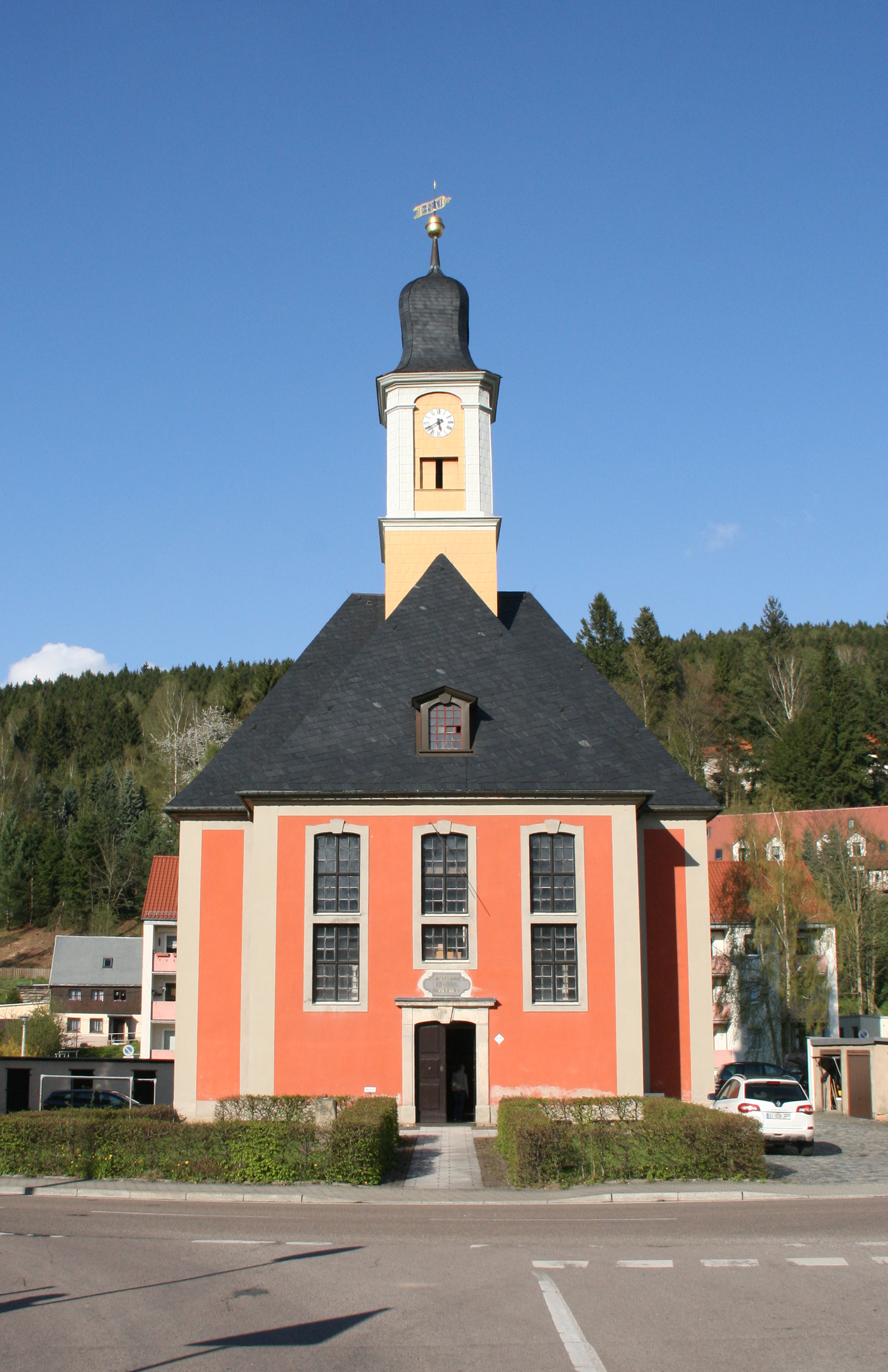
Kirche zur Heiligen Dreieinigkeit

Die protestantische Kirche zur heiligen Dreieinigkeit in Schmiedeberg (Stadt Dippoldiswalde) in Sachsen wurde in den Jahren 1713 bis 1716 erbaut. Baumeister ist George Bähr, der Erbauer der Frauenkirche zu Dresden. Die Kirche ist von einer allgemeinen Symmetrie geprägt. Den Grundriss bildet dabei ein griechisches Kreuz, die Dächer sind abgewalmt, und der Dachreiter ist mittig als zentrales Element positioniert. Der Dachreiter stammt aus dem Jahr 1734. Er birgt die Glocken und hat eine Uhr.

## Baugeschichte
August Schumann berichtet im 1823 erschienenen Band 10 seines Lexikons, Johannes Egidius von Alemann habe 1703 in Schmiedeberg eine eigene Pfarrei errichtet. Bis dahin war Schmiedeberg nach Sadisdorf eingepfarrt.  In seinem Herrenhaus habe Alemann zunächst einen Saal für Gottesdienste mit einer Orgel eingerichtet. 1705 habe er auf dem Friedhof ein Bethaus errichtet, anschließend ein Pfarrhaus bauen und schließlich von 1713 bis 1716 die Kirche errichten lassen.
Über der Tür trägt eine Bronzetafel die Inschrift
„Vnser DreIeInIger Gott Ist hIer Herr, Sonn VnD SChILD. SeLa.“
Sie bezieht sich auf Psalm 84,12  und ergibt als Chronogramm die Jahreszahl 1716.

## Inneres der Kirche
Der Innenraum, ein Zentralbau, wird durch eine Achse aus Taufstein, Altar, Kanzel und Orgel und der diesen gegenüber am Ausgang liegenden Patronatsloge bestimmt. Das Doppelwappen an der Loge ist den Kirchenstiftern gewidmet. Hinter dem Orgelprospekt aus der Barockzeit von 1716 findet sich heute eine Orgel von Wilhelm Rühle aus dem Jahr 1967. Der barocke Taufstein stammt von Johann Benjamin Thomae.

## Kirchgemeinde
Die evangelisch-lutherische Kirchgemeinde Schmiedeberg ist eine der fünf Gemeinden im Kirchspiel Dippoldiswalde–Schmiedeberg.

## Galerie

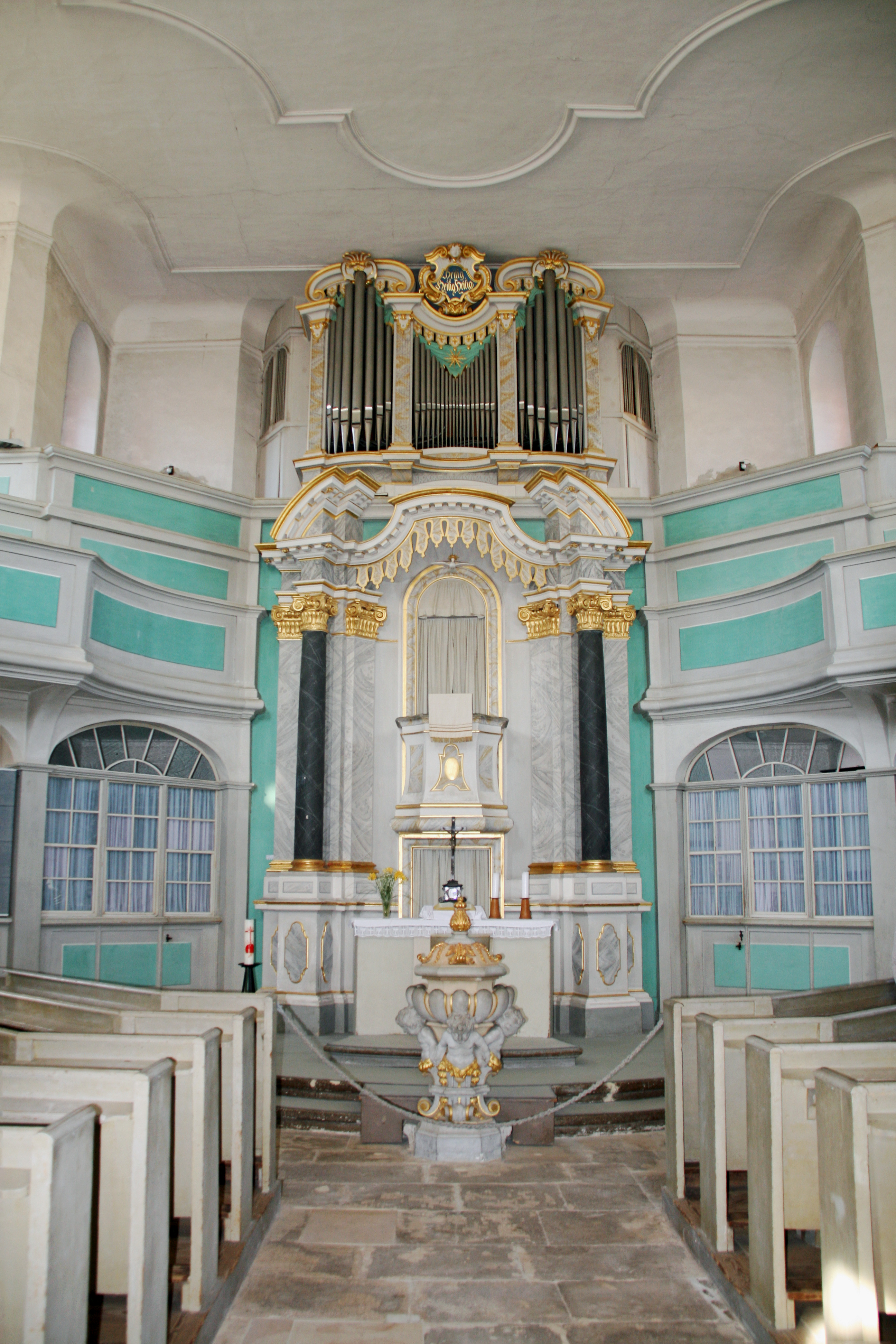
Altar, Kanzel und Orgel liegen übereinander
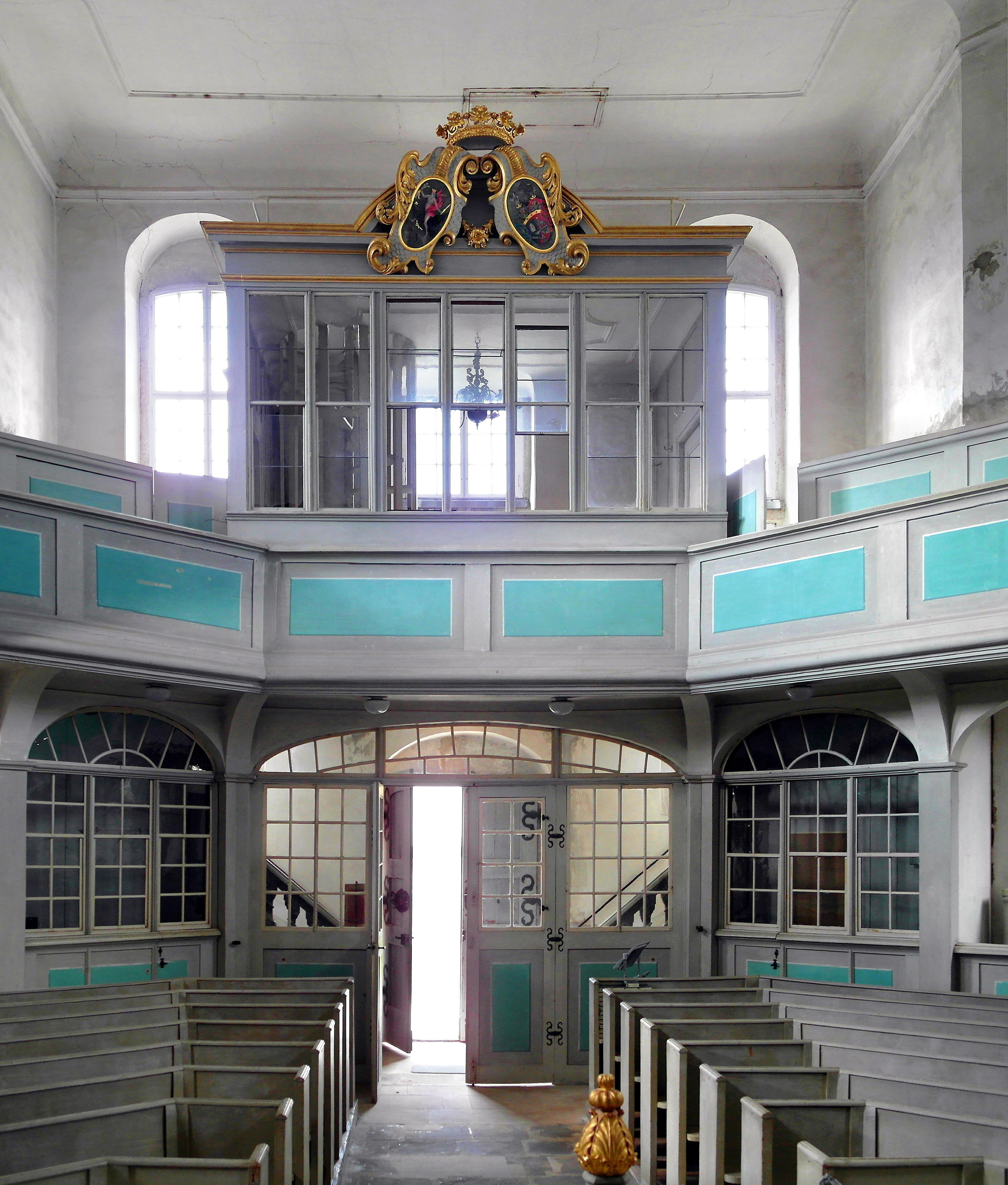
Eingang mit der Patronatsloge darüber
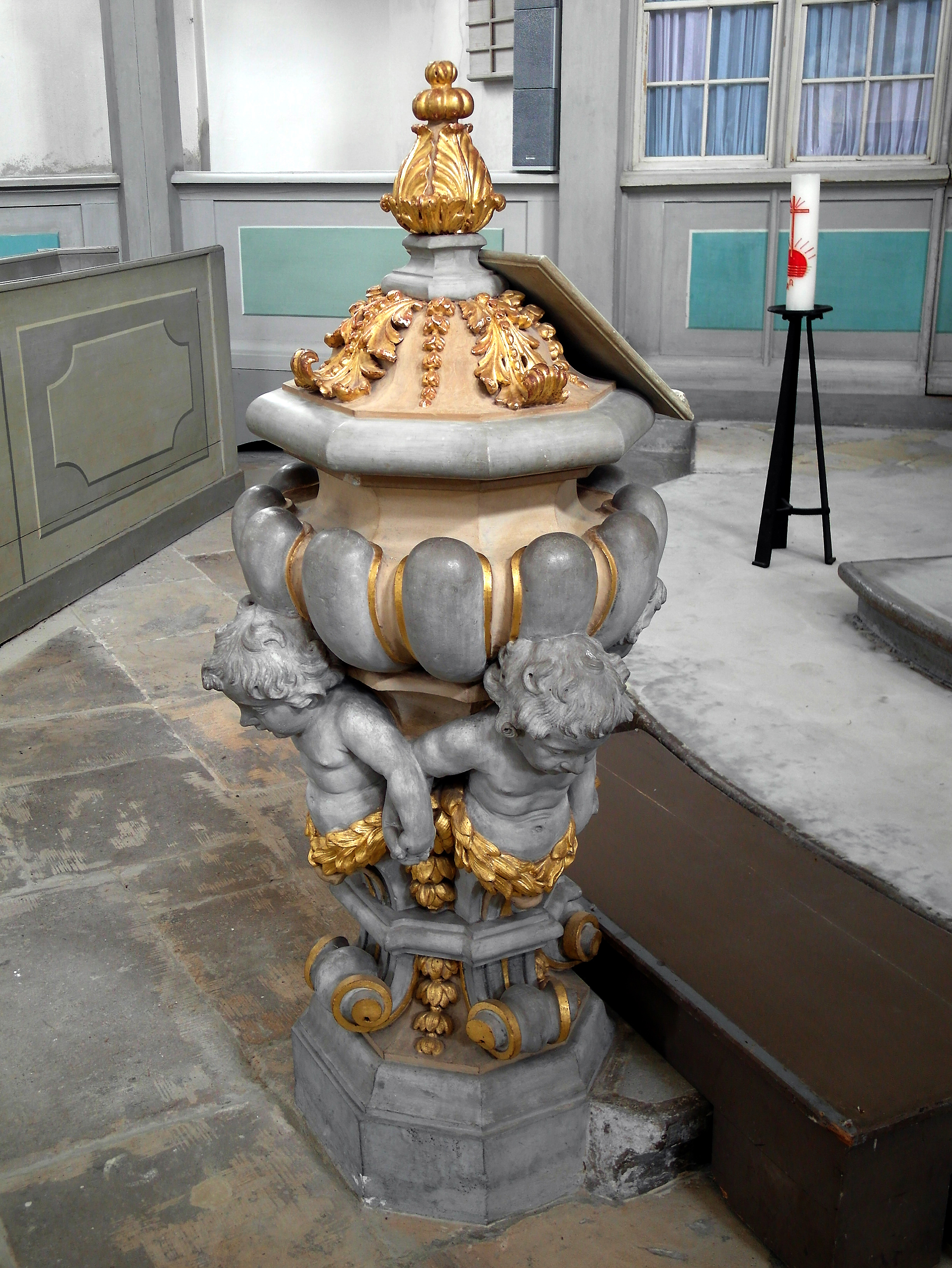
Taufstein von Johann Benjamin Thomae
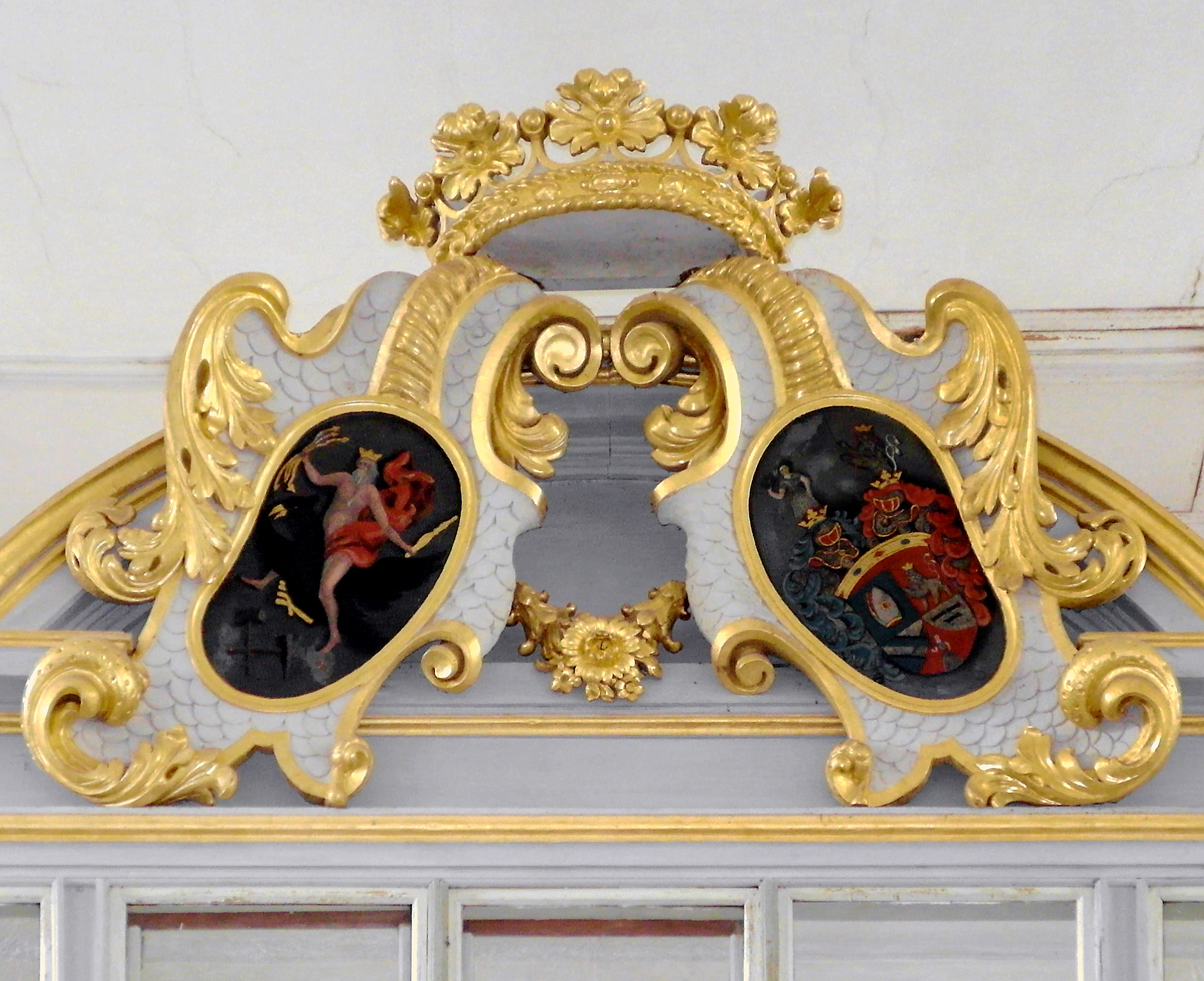
Stifterwappen an der Patronatsloge
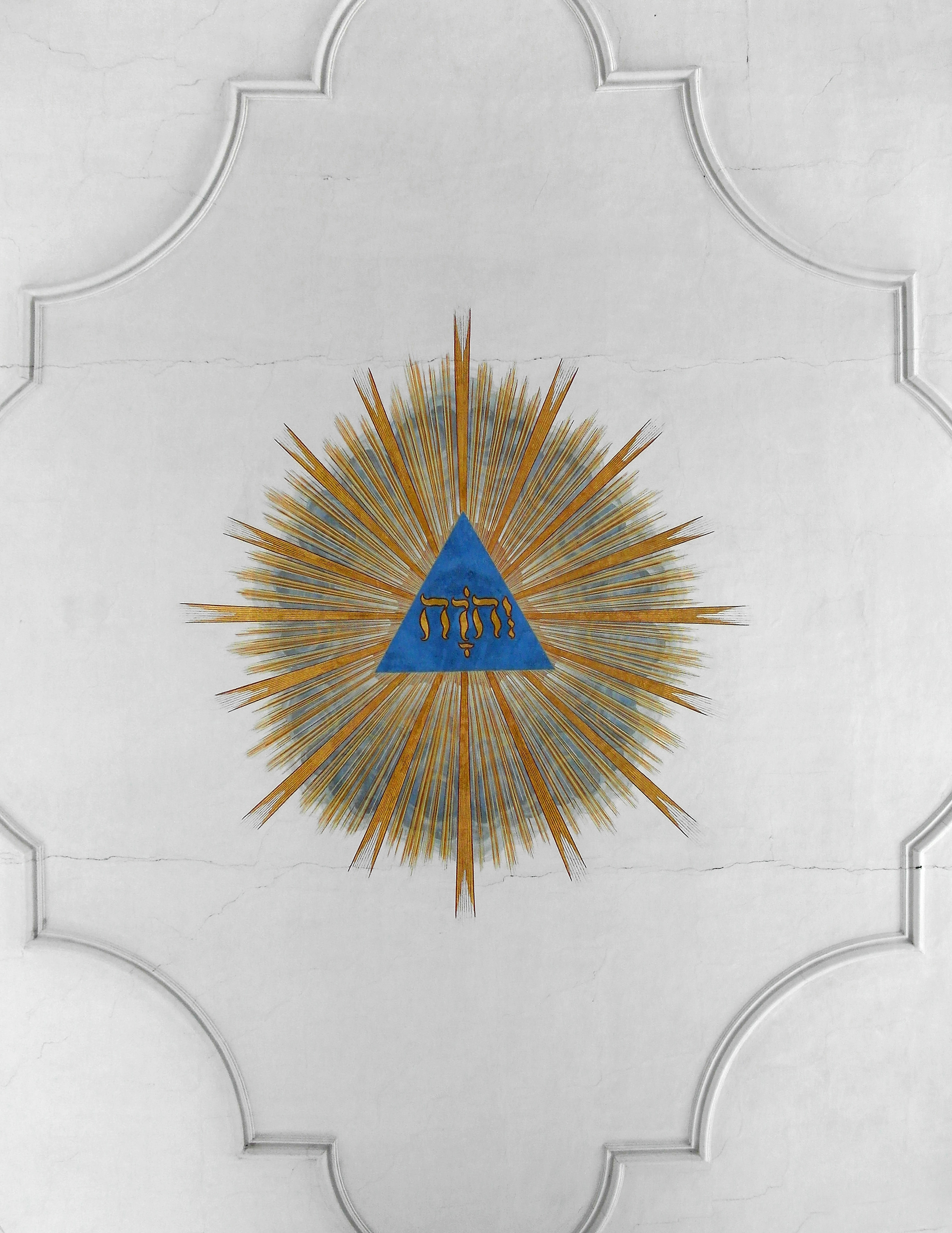
Die Mitte der Kirchendecke: gleichseitiges Dreieck mit dem hebräischen Gottesnamen und Strahlenkranz